# Cupido agnata
Cupido agnata är en fjärilsart som beskrevs av Druce 1874. Cupido agnata ingår i släktet Cupido och familjen juvelvingar. Inga underarter finns listade i Catalogue of Life.